# Motocyklowe Grand Prix Vitesse du Mans
Motocyklowe Grand Prix Vitesse du Mans – eliminacja Motocyklowych mistrzostw świata rozegrana tylko w sezonie 1991, kiedy to zastąpiła GP Brazylii. Wyścig odbył się na torze Bugatti w Le Mans.

## Lista zwycięzców
| Rok  | Data            | 125 cm³              | 500 cm³                 |
| ---- | --------------- | -------------------- | ----------------------- |
| 1998 | 9 września 1991 | Helmut Bradl (Honda) | Kevin Schwantz (Suzuki) |